# جیک وبر
جیک وبر (به انگلیسی: Jake Weber) (زاده ۱۹ مارچ ۱۹۶۴) بازیگر انگلیسی است.
از فیلم‌های معروف او می‌توان به بازی در فیلم با جو بلک آشنا شوید، چپاندن قوطی‌حلبی، آموزش رانندگی، ذهن سفید، در عمق زیاد، زنجیرشده، تالاب‌ها، پناهگاه و تا آخرین نفرشان اشاره کرد.